# Georges Pelletier (artiste céramiste)
Pour les articles homonymes, voir Georges Pelletier et Pelletier.
Georges Pelletier, né en 1938 à Schaerbeek (Bruxelles) et mort le 12 février 2024 à Cannes, est un artiste céramiste français .

## Biographie
Georges Pelletier naît en 1938 dans l'agglomération de Bruxelles.

### Les années d'apprentissage
En 1953, à l'âge de 15 ans, il arrive à Paris. Il entre à l'Académie Charpentier en 1954 pour préparer le concours de l'École des métiers d'art. Il y reste jusqu'en 1956 et il découvre le travail du dessin. À l'âge de seize ans, en 1956, il entre à l'École des métiers d'art. En parallèle il commence sa formation à la sculpture de la céramique en fréquentant l'atelier de Claude Pantzer, atelier où l'architecte et designer Charlotte Perriand venait sélectionner des céramiques pour différents projets. Occasionnellement, il se rend à l’atelier de l’artiste Fernand Léger, où il présente au chef d’atelier ses travaux et se forme au dessin. Durant cette période d'apprentissage, il intègre pendant les vacances scolaires les Poteries d'Accolay,,.

### Son premier atelier
Georges Pelletier s'installe dans son atelier à Paris en 1961. Pour se faire connaître, il expose ses pièces au marché aux puces de Saint-Ouen. En novembre 1961, un décorateur de chez Bobois remarque ses œuvres au marché aux puces et lui propose d'intégrer ses lampes au catalogue Bobois. Cette collaboration dure jusqu'en 1973. De 1961 à 1973, il participe également à des salons où il expose ses créations et luminaires,,.

### Cannes
En 1973, il part à Cannes où il installe un autre atelier. Depuis 1973, il continue de produire des lampes, des sculptures et autres objets de décoration avec son fils Benjamin à ses côtés,,. Ses œuvres sont exposées dans des galeries dédiées à New-York, Shanghai, Ibiza, Knokke, Atlanta ou Los Angeles,,, ainsi qu'au centre d'art contemporain du Consortium de Dijon .

### Mort
Georges Pelletier meurt le 12 février 2024 dans le quartier du Suquet à Cannes. Son œuvre perdurera grâce à l'héritage artistique qu'il a transmis à son fils,.

## Expositions
- 2008 : œuvres de Fanch Michelet-Nicolas et de Georges Pelletier, galerie Le Croissant de Lune, Brest[11]
- 2016 : L'or dans le verre et la céramique avec le maître verrier Jean-Claude Novaro à la galerie Place des Arts à Montpellier.
- 2016 : L'almanach 16 : Georges Pelletier, Le Consortium Museum de Dijon[3],[5].
- Pour la 25e édition du Brussels Design Market, Georges Pelletier est l'invité d'honneur de cet évènement; une exposition est consacrée à ses œuvres[4],[5].
- 2020 : Exposition des oeuvres de Georges Pelletier à la Galeria Tambien à Ibiza.
- 2021 : A l'origine : exposition des oeuvres de Georges Pelletier à la Passé Simple Vintage Gallery à Knokke Le Zoute.
- 2021 : Soleil d'hiver : exposition des oeuvres de Georges Pelletier à la galerie Caravan Gstaad chez Patricia Law à Gstaad.
- 2022 : Exposition des oeuvres de Georges Pelletier au Studio Van Den Akker à New York et à Los Angeles.